# Marptodesmus tananus
Marptodesmus tananus är en mångfotingart som först beskrevs av Carl Graf Attems 1899.  Marptodesmus tananus ingår i släktet Marptodesmus och familjen Gomphodesmidae. Inga underarter finns listade i Catalogue of Life.